# Il Segnale
Il Segnale è una rivista letteraria quadrimestrale fondata a Milano nel 1981 dal poeta e saggista Lelio Scanavini insieme a un gruppo di intellettuali e artisti, edita dall'Editrice I Dispari di Milano fino al numero 123 (ottobre 2022); a partire dal numero successivo è pubblicata da Zacinto Edizioni / Biblion edizioni.

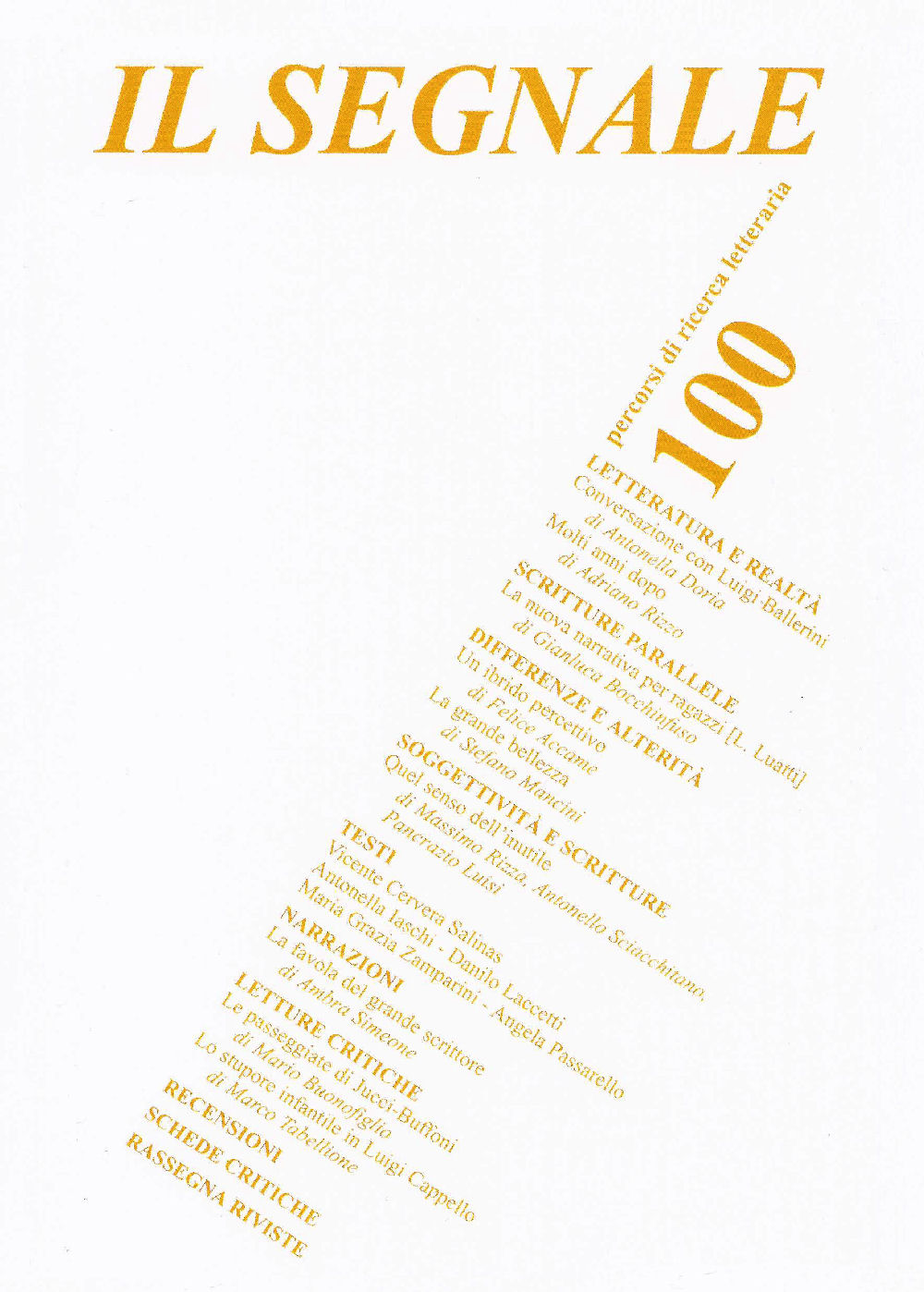
Copertina del n. 100, anno XXXIV, de Il Segnale (feb. 2015).

Pur essendo una rivista redazionale, costruita da un gruppo di redattori (co-direttori) che si riunisce due volte al mese, una delle caratteristiche del "Segnale" è l'apertura a contributi esterni: numerosi sono infatti gli interventi e i testi (poesie, racconti, interventi critici, recensioni ecc.) accolti dalla redazione, provenienti da poeti e studiosi. Ogni numero della rivista è il prodotto di un confronto, a partire dalle opinioni e dalle differenze dei singoli. "Il Segnale" non è una rivista di tendenza e promuove l'intreccio e il dialogo con gli altri saperi e una letteratura non autoreferenziale, ma aperta al dialogo e alla società, cercando di mettere in primo piano le opere e non gli autori. Questi, in breve, sono i tratti che concorrono a definire l'identità de "Il Segnale".
La rivista, che si occupa soprattutto dell'analisi e della divulgazione della poesia contemporanea, dagli inizi degli anni Novanta si è dotata di rubriche fisse. Attualmente le rubriche (che circoscrivono solo apparentemente i contenuti) de "Il Segnale" sono le seguenti:
Letteratura e realtà in cui prende forma la riflessione teorica su temi di estetica, teoria letteraria e sociologia della letteratura e contiene interventi che mettono in luce il rapporto tra letteratura, scrittura e società; a volte la rubrica presenta delle interviste a personalità del mondo della cultura.
Differenze e alterità è caratterizzata dall'attenzione alla contaminazione dei linguaggi e agli altri saperi: linguaggi verbali, visivi, teatrali, musicali ecc.
In Soggettività e scritture c'è la sperimentazione di scritture concertate: testi, per lo più racconti, a partire da un tema proposto da un componente della redazione.
Testi è il risultato della ricerca di nuovi autori e presenta in anteprima poesie di autori italiani e stranieri, su invito o proposti alla rivista dagli stessi autori o traduttori.
Narrazioni contiene racconti inediti.
In Letture critiche è portata avanti un'esplorazione critica della produzione poetica contemporanea con saggi e articoli critici su poeti e autori considerati "classici" o particolarmente rappresentativi.
Recensioni - Opere prime contiene un articolo critico/lettura di una silloge.
In Schede critiche è possibile trovare recensioni di libri, soprattutto sillogi poetiche, inviati da editori e autori.
Rassegna delle riviste è un resoconto, strutturato in schede, delle riviste cartacee attualmente pubblicate e inviate dagli editori.
Poesia Libri-novità è un repertorio alfabetico per autori e per titoli dei libri inviati dagli editori e dagli autori.
Gli indici analitici 1981-2011 della rivista sono presenti su un fascicolo allegato al numero 90 (ott. 2011); mentre sul fascicolo allegato al numero 100 (feb. 2015) gli stessi indici sono stati aggiornati fino al centesimo.
La rivista è stata riconosciuta dall'ANVUR come pubblicazione Scientifica nell'Area 10
per i settori di ricerca di Critica letteraria, Letteratura italiana, Filologia e linguistica, Letterature comparate.